# Јахрома
Јахрома (рус. Яхрома) река је која протиче преко територије Кашинског рејона Тверске области, у европском делу Руске Федерације и лева је притока реке Медведице (и део басена реке Волге и Каспијског језера).
Истиче из језера Скорбеж, тече у смеру југоистока и након 66 km тока улива се у реку Медведицу код села Булатово. 
Укупна површина сливног подручја је 573 km². 
Њене најважније притоке су Звериха, Чорнаја, Пјанка и Новосјолка.